# El tiempo es un canalla
El tiempo es un canalla (A visit from the goon squad) es un libro de Jennifer Egan, Ganador en 2010 del Premio del Círculo de Críticos, y en 2011 del Pulitzer de Ficción.
La mayoría del libro sigue las historias de Bennie Salazar, un viejo ejecutivo de música rock; su ayudante, Sasha; y varios de sus amigos. El libro tiene muchos personajes, varios de ellos con un carácter autodestructivo, pues han elegido caminos equivocados en la vida. Las historias avanzan atrás y adelante en el tiempo, desde los años 60 al presente y a un futuro cercano. La mayoría de las historias tienen lugar en Nueva York, pero algunas se desarrollan en California, Italia y Kenia.

## Colección o novela
Debido a su estructura narrativa inusual, algunos críticos han calificado el libro como novela y otros como colección de cuentos. El libro tiene 13 capítulos, todos ellos pueden ser leídos como historias individuales, y no se centran en un carácter central. Además, muchos de los capítulos fueron originalmente publicados como cuentos en revistas como The New Yorker y Harper. En una entrevista con Salon.com, Egan dijo que prefiere considerar a este libro como algo diferente.

## Personajes
- Sasha: vivió en Asia y en Nápoles, estudió en NYU y más tarde se convirtió en la ayudante de Bennie (durante 12 años). Sufre cleptomanía.
- Bennie: siempre ligado al negocio de la música. Fue miembro de la banda "Flaming Dildos" con Scotty, Alice, Rhea, y Jocelyn. Más tarde creó su propia discográfica.
- Lou: Un productor de música, y mentor de Bennie. Tiene muchos problemas, matrimonios y niños.
- Scotty: Miembro de Flaming Dildos cuando era adolescente, vive en los márgenes de sociedad hasta que tiene un éxito inesperado en el año 2020.
- Stephanie: La primera mujer de Bennie.
- Dolly: Publicista caída en desgracia que persigue recuperar la fama y el dinero a cualquier precio, incluso si tiene que limpiar la imagen de un dictador genocida.
- Lulu: La hija de Dolly; no sabe quién es su padre. Finalmente reemplaza a Sasha como ayudante de Bennie en la historia final.
- Kitty: Una estrella adolescente que pierde su inocencia y acepta ayudar a Dolly fingiendo que es la novia del dictador.
- Jules: el hermano mayor de Stephanie. Un periodista bipolar que va a prisión después de asaltar a Kitty.
- Rob: el amigo gay de Sasha. Sobrevive a un intento de suicidio, pero irónicamente se ahoga mientras nada con el novio de Sasha un mes más tarde.
- Bosco: Guitarrista. Una veterana estrella del rock que arrastra muchos problemas de salud.
- Alex: rollete de Sasha que también trabaja para Bennie y Scotty.
- Jocelyn y Rhea: Las componentes femeninas de Los Flaming Dildos, son muy amigas y visitan a un solo y agonizante Lou para recordar sus años locos.
- Tio Ted: el pacífico tío de Sasha, la rescata cuando malvive en Nápoles.

## Temas
Los "Goon squads" eran originalmente grupos de matones violentos al servicio de sindicatos y políticos corruptos. Más tarde el término "goon" vino a referirse a cualquier matón violento, y esto es aquí donde el libro dibuja su metáfora central. En una de las historias Bosco declara: "el tiempo es un goon (canalla)", refiriéndose a la manera en que el tiempo y el destino cruelmente atacan a la mayoría de los personajes del libro llevándose para siempre su juventud, inocencia y éxito. Cuando Bosco reniega: "Cómo he pasado de ser una estrella de rock a ser un jodido gordo inútil?" Algunos de los caracteres del libro acaban encontrando la felicidad, pero es siempre una felicidad limitada, y es raramente en la forma que ellos creían. En una entrevista, Egan explicó que "el tiempo es el sigiloso canalla que ignoras porque estas ocupado preocupándote de gente canalla."
Muchos personajes del libro trabajan en la industria de la música rock. El Rock y su obsesión por la juventud es el mundo idóneo para mostrar los temas del libro: envejecer y la pérdida de la inocencia. Egan dijo "mi hija de 9 años adora a Lady Gaga y dice que Madonna es una antigualla'. No hay ninguna manera de evitar convertirse en parte del pasado".
Egan dijo haberse inspirado en dos fuentes: En busca del tiempo perdido, y la serie de HBO Los Sopranos.

## Recepción crítica
La novela ganó el Pulitzer de ficción y el Premio del Círculo de Críticos .  El Pulitzer dijo de ella que era una "investigación ingeniosa sobre hacerse viejo en la era digital, mostrando como los cambios culturales son vertiginosos". Algunos críticos la etiquetan como "novela-postmoderna". Una parte de la novela está diseñada como una presentación de PowerPoint.